# Vol Ryan International Airlines 590
Le 17 février 1991, le Douglas DC-9 effectuant le vol Ryan International Airlines 590, un vol cargo régulier transportant du courrier pour le compte du United States Postal Service (USPS) depuis l'aéroport international de Buffalo-Niagara (BUF), dans l'État de New York, vers l'aéroport international d'Indianapolis (IND), dans l'Indiana, s'est écrasé lors du décollage, dans des conditions de givrage, à l'aéroport international de Cleveland-Hopkins (CLE), dans l'Ohio, ou il avait fait escale. Les deux pilotes, les seuls occupants de l'avion, ont été tués dans l'accident. 
Le Conseil national de la sécurité des transports (NTSB) a déterminé que les causes de l'accident étaient l'échec de l'équipage à dégivrer son avion avant le décollage, ainsi que l'inexpérience de la Federal Aviation Administration (FAA), de McDonnell Douglas et de Ryan International Airlines (en) concernant les risques liés au givrage sur les avions de type DC-9-10, la plus petite version du DC-9.

## Contexte

### Avion
L'appareil impliqué était un Douglas DC-9-15RC (Rapid Change), une sous-variante de la série des DC-9-10, âgé de 22 ans et immatriculé N565PC (numéro de série 47240/346). Il a volé pour la première fois en 1968 et a été livré à Continental Airlines, en tant qu'avion de transport de passagers, en juillet de la même année, sous le numéro d'immatriculation N8919 ; il a été exploité par Continental pendant cinq ans. En octobre 1973, il a été livré à Hughes Airwest (en) et réimmatriculé N9351. En octobre 1980, il a été transféré à Republic Airlines (en), qui l'a exploité jusqu'en juin 1984, date à laquelle il a été converti en avion cargo et livré à Purolator Inc. ; trois mois plus tard, l'avion a été à nouveau réimmatriculé N565PC. En octobre 1987, l'avion a été transféré à Emery Worldwide (en). Par la suite, Ryan International Airlines (en) a commencé à l'exploiter en 1989, bien qu'il appartenait toujours à Emery Worldwide le jour de l'accident.

### Équipage
Le commandant de bord était David Reay (44 ans), qui volait pour Ryan International Airlines depuis 1989 et cumulé 10 505 heures de vol, dont 505 heures sur DC-9. Il était décrit par ses collègues comme étant « un pilote aux compétences moyennes qui acceptait bien les critiques » et « ayant une très bonne autorité dans le cockpit et était calme une fois aux commandes ».
Le copilote était Richard Duney Jr. (28 ans), qui était beaucoup moins expérimenté que le commandant de bord, puisqu'il n'était dans la compagnie aérienne que depuis le 28 janvier 1991, moins d'un mois avant l'accident. Cependant, avant de rejoindre Ryan International Airlines, il avait été pilote dans une compagnie aérienne régionale de 1986 à 1989, et avait également servi comme copilote sur DC-9 pour le compte d'USAir, mais avait été licencié en 1991. Il totalisait 3 820 heures de vol à son actif, dont 510 heures sur DC-9.

### Conditions météo
Les rapports météorologiques émis par le National Weather Service (NWS) indiquait que la météo à Cleveland était dangereusement froid, avec une température extérieure de −5°C, ce qui est suffisant pour provoquer l'accumulation de glace sur les avions, et un point de rosée de −7°C. Il y avait également des chutes de neige légère et des vents forts soufflant à 14 nœuds (26 km/h), augmentant le risque de cisaillement du vent. 
En d'autres termes, les pilotes volant vers l'Ohio ont été avertis qu'il y avait des conditions de givrage et des turbulences dans la région de Cleveland, et qu'ils ne pouvaient voler que selon les règles de vol aux instruments jusqu'à 14h00 le lendemain.

## Déroulement du vol
Le vol 590 a quitté Buffalo à 22 h 55, heure normale de l'Est (HNE), le 16 février ; il a atterri à Cleveland à 23h44.
Lors de l'approche du vol 590 vers Cleveland, deux autres vols (l'un qui venait de décoller et l'autre qui atterrissait) ont tous deux signalé des conditions givrantes. Le contrôleur d'approche a déclaré au vol 590 pendant son approche : « deux pilotes ont signalé un givrage modéré à 7 000 pieds (2 100 m) pendant la descente, ainsi que des turbulences modérées à partir de 4 000 pieds (1 200 m) ». L'équipage du vol 590 a accusé réception de la transmission radio.
Après l'atterrissage, le DC-9 a roulé jusqu'à la zone de déchargement de l'aéroport, où le courrier à destination de Cleveland a été déchargé et celui à destination d'Indianapolis a été chargé. De la neige sèche est tombée pendant que l'avion était stationné. Malgré les températures glaciales, aucun des vols au départ de Cleveland (y compris le vol 590) n'a demandé de dégivrage. L'équipage du vol 590 n'est également pas sorti de l'avion pour l'inspecter à la recherche de signes de givrage sur les ailes, comme le veut la procédure standard.

### Accident

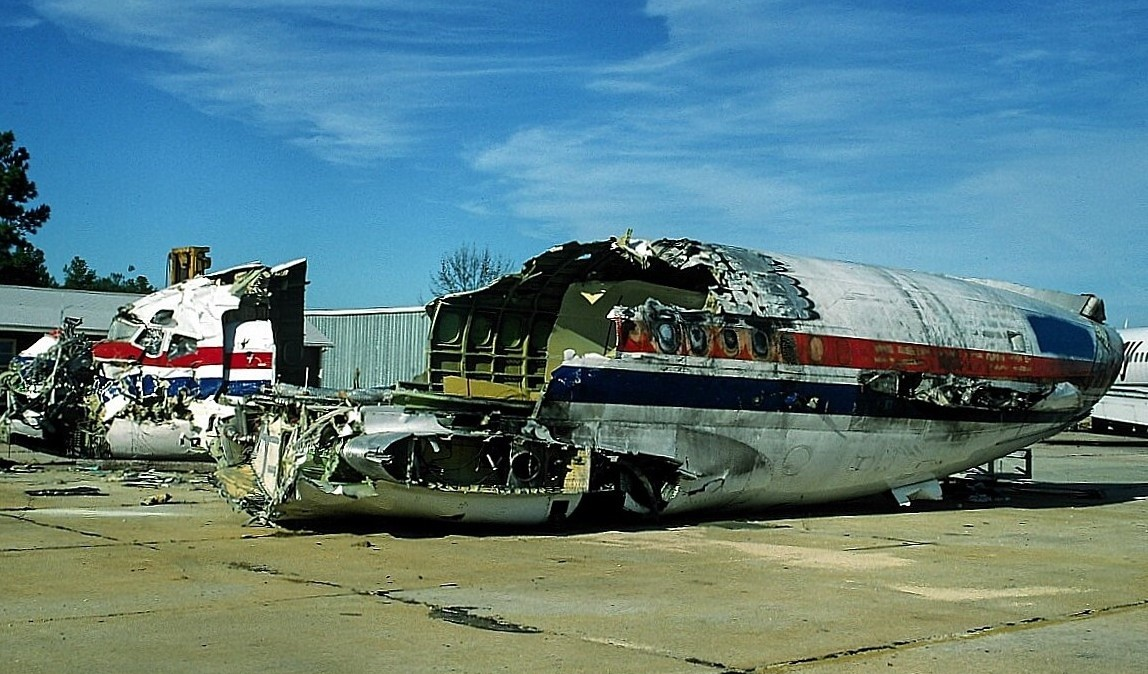
L'épave du Douglas DC-9 impliqué, photographié en novembre 1993, deux ans après l'accident.

À 00 h 06, le 17 février, le copilote Duney a demandé l'autorisation de décoller au contrôle aérien (ATC). Deux minutes plus tard, en raison des températures glaciales et de la neige, les pilotes ont activé le système antigivrage des moteurs, qui utilise l'air chaud prélevé dans les moteurs pour empêcher les capteurs EPR de geler, garantissant ainsi des lectures précises sur les instruments de bord.
À 00 h 09, le copilote Duney a demandé l'autorisation de roulage. Le contrôleur de la tour a demandé au vol de « rouler vers la piste 23L via Juliet ». Une minute plus tard, le contrôleur a rappelé aux pilotes les conditions de freinage sur la piste, aucun autre vol n'ayant atterri pendant que le vol 590 était au sol.
À 00 h 14, le vol 1238 de Continental Airlines a informé le contrôleur de la tour qu'il était en phase d'approche sur la même piste. Le contrôleur a autorisé le vol 1238 à atterrir, l'informant des conditions de freinage rencontrait par le vol 590. À 00 h 17, le vol 590 s'est aligné sur la piste 23L et une minute plus tard, à 00 h 18, il a été autorisé à décoller. L'avion a commencé son décollage depuis la piste 23L. Le système antigivrage des moteur était toujours activé pendant le décollage. Le copilote Duney était alors le pilote en fonction (PF).
Le commandant Reay a ensuite annoncé « Rotation » et le vol 590 a décollé quelques instants plus tard. Presque immédiatement après, cependant, le DC-9 a commencé à s'incliner vers la gauche, comme l'indique l'enregistreur de paramètres (FDR). Cela a également été mentionné dans les déclarations du contrôleur de la tour et d'autres témoins au sol ; certains sont même allés jusqu'à déclarer avoir vu une explosion avant que l'avion ne s'écrase. Les passagers et l'équipage du vol 1238 ont également été témoins de l'accident. Selon l'enregistreur phonique (CVR), le commandant Reay a crié « Attention » trois fois de suite. 
Les deux moteurs ont commencé à subir des décrochages du compresseur et le vibreur de manche s'est activé, les deux ayant duré environ trois secondes. Le DC-9 s'est rapidement incliné de 90° vers la gauche et est entré en décrochage. À 00 h 18 min 57 s, le vol 590 s'est écrasé sur la piste 23L, avec l'aile gauche touchant le sol en premier, suivie du reste de l'avion. Il s'est ensuite renversé sur le dos et a dérapé le long de la piste, provoquant la séparation du poste de pilotage et de la partie avant du fuselage, qui ont été complètement détruits. Les deux pilotes ont été tués sur le coup, en raisons des traumatismes extrêmes qu'ils ont subi lors du crash.

## Enquête
Le NTSB a publié son rapport final sur l'accident du vol 590 près de neuf mois plus tard, déclarant :

« Le NTSB a déterminé que la cause probable de cet accident était l'incapacité de l'équipage à détecter et à éliminer la contamination des ailes de l'avion par la glace provoquée par les conditions de givrage, imputable aux conditions météorologiques présentes au sol, ce qui était en grande partie dû à un manque de réponse appropriée de la part de la FAA, de McDonnell Douglas et de Ryan International Airlines (en) aux conséquences connu qu'une quantité infime de glace a sur les caractéristiques de décrochage des DC-9-10. La contamination par la glace a entraîné le décrochage de l'aile gauche et la perte de contrôle de l'appareil lors de la tentative de décollage. »

Le NTSB a ainsi déterminé que l'accident avait été causé par la contamination des ailes par la glace, résultant du fait que l'équipage n'avait pas procédé à un examen externe de l'avion après l'atterrissage et avant le décollage à Cleveland, par temps froid, ainsi que par l'échec de la FAA, de McDonnell Douglas et de la compagnie aérienne à réagir de manière appropriée à la suite des accidents précédents liés au givrage, et leur manque de compréhension des risques liés au givrage des DC-9-10.
Six recommandations de sécurité ont été adressées à la FAA, et la recommandation A-88-134, issue de l'accident du vol Continental Airlines 1713 et qui recommande que les avions de la série DC-9-10 soient dégivrés avec du glycol en forte concentration en cas de conditions givrantes, a été réitérée. Cependant, la FAA a de nouveau désapprouvé cette recommandation. 
Puis, lorsque le vol USAir 405 s'est écrasé l'année suivante, dans des conditions de givrage similaires, le NTSB a déclaré que la mauvaise surveillance de l'industrie aéronautique était une des causes de cet accident.